# タイス・オースティング
タイス・オースティング（Thijs Oosting、2000年5月11日 - ）は、オランダ・エメン出身のサッカー選手。ヴィレムII所属。ポジションはMF。

## クラブ経歴
2018年11月17日、ヨングAZにて、エールステ・ディヴィジのヨングPSV戦でプロデビューを果たした。
2022年1月31日、ヴィレムIIに移籍した。

## 人物
実父はかつてFCエメンやFCフェーンダムなどで活躍したヨセフ・オースティングである。